# Schleswig-Holsteinische Speciesbank

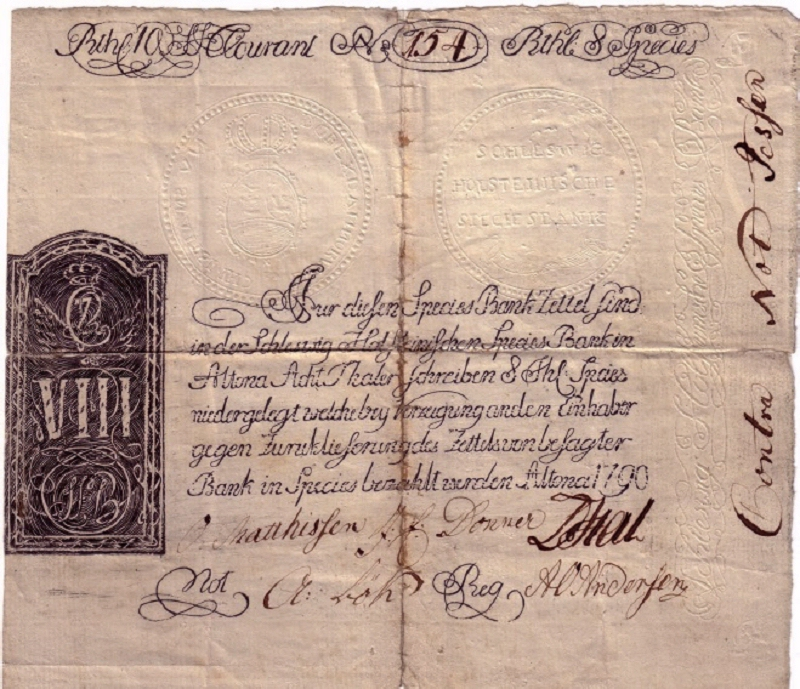
Banknote der Speciesbank über 8 Speciestaler (1790)

Am 28. Februar 1788 wurde durch königlich-dänische Verordnung die Schleswig-Holsteinische Speciesbank in Altona/Elbe eingerichtet. Altona war damals die zweitgrößte Stadt des dänischen Gesamtstaats und die größte Stadt in den Herzogtümern Schleswig und Holstein. Die Speciesbank entstand im Zuge der Versuche, die Finanzen des dänischen Staates in der zweiten Hälfte des 18. Jahrhunderts zu reorganisieren. Sie wurde vor allem als staatliche Notenbank für Schleswig und Holstein gegründet, nahm aber auch allgemeine Bankaufgaben in Altona war. Die Speciesbank bestand bis zu ihrer Aufhebung anlässlich des dänischen Staatsbankrotts 1813.

## Vorgeschichte der Bankgründung
Vom Spätmittelalter bis in das 19. Jahrhundert ist die schleswig-holsteinische Geschichte von den konkurrierenden Machtinteressen eines deutschstämmigen Adels und der dänischen Krone geprägt. Nach dem Vertrag von Ripen regierte der dänische König die beiden Landesteile in Personalunion als Herzog, wobei er im Herzogtum Schleswig (als königlich-dänischem Lehen) sowohl als König (Lehnsherr) als auch als Herzog (Vasall) fungierte. In Holstein und Stormarn, das als Lehen zum Heiligen Römischen Reich Deutscher Nation gehörte, fungierte er dagegen nur als Herzog. Nachdem Ende des 18. Jahrhunderts der russische Zarentitel an das Haus Schleswig-Holstein-Gottorf gefallen war, bestimmte der Vertrag von Zarskoje Selo 1773, dass bedeutende, bislang nicht von Kopenhagen aus regierte Teile der Herzogtümer unter die direkte Herrschaft des dänischen Königs fallen sollten. Nach einigen kleinen Gebietskonsolidierungen stand das Gebiet des heutigen Schleswig-Holstein im späten 18. Jahrhundert mit Ausnahme des Fürstentums Lübeck sowie der Hansestadt Lübeck und des Herzogtums Sachsen-Lauenburg unter dänischer Verwaltung.
Grundlage des schleswig-holsteinischen Währungssystems des 18. Jahrhunderts war zunächst der Speciestaler, d. h. eine vollwertig nach dem Reichsmünzfuß (8¼ Taler aus der Feinen Kölnischen Mark Silber) geprägte silberne Kurantmünze. Im bereits länger königlich-dänischen Altona/Elbe war 1771 eine bis 1863 arbeitende königliche Münze errichtet worden. Die Münze prägte Speciestaler und Kleinmünzen. Eine eigene Bank besaßen die Herzogtümer jedoch nicht. Bankaufgaben konnten teilweise von der 1736 in Kopenhagen gegründeten Kurantbank übernommen werden, einer privaten, zur Herausgabe von Banknoten berechtigten Zettelbank. Von Friedrich V. wurde die Kurantbank veranlasst, zur Staatsfinanzierung die Notenausgabe zu erhöhen. 1757 entfiel die Einlösepflicht der Banknoten der Kurantbank in Speciestalern, d. h. in vollwertigem Silbergeld. Wegen zunehmender Zweifel an der Werthaltigkeit der Banknoten der Kurantbank wurden die Banknoten als Papiergeld angesehen mit einem steigenden Disagio gegenüber einer Zahlung in vollwertigen Silbermünzen gehandelt.
(Siehe auch Geschichte der Dänischen Krone).
Seit 1783 ventilierte der dänische Finanzminister Graf Schimmelmann die Idee, wenigstens in den Herzogtümern Schleswig und Holstein wieder zu einem geordneten Münzsystem überzugehen. Dies wurde durch den Umstand erleichtert, dass hier vergleichsweise wenig Papiergeld der Kurantbank im Umlauf war. Münzen und Banknoten sollten vom Rest des dänischen Gesamtstaates getrennt werden. Im Februar 1788 erhielten die Herzogtümer Schleswig und Holstein, die Herrschaft Pinneberg und die Grafschaft Rantzau daher eine eigene, neue Silberwährung. Ein Taler schleswig-holsteinisch Courant entsprach genau einem hanseatischen Kuranttaler und wie dieser vier Fünftel eines Speciestalers. Der Taler schleswig-holsteinisch Courant war in 3 Mark Courant zu je 16 Schillingen schleswig-holsteinisch Courant eingeteilt. Gleichzeitig wurden weiter Speciestaler nach dem alten deutschen Reichstaler-Münzfuß ausgegeben.
Als erste Bank der Herzogtümer wurde 1776 die Species, Giro- und Leihbank zu Altona zur Förderung von Handel, Verkehr und Industrie eingerichtet. Durch die geschäftliche Übermacht des nahem Hamburg und insbesondere der Hamburger Bank im regionalen wie im internationalen Zahlungsverkehr war diese Bankgründung jedoch nicht sehr erfolgreich.

## Gründung und Aufgaben der Speciesbank
Um die Trennung des Währungssystems der Herzogtümer vom dänischen Gesamtstaat vollständig durchzuführen, mussten nicht nur eigene Münzen geprägt werden. Es war auch erforderlich, eine eigene Bank einzurichten, die Banknoten ausgeben konnte. Über die Species, Giro- und Leihbank zu Altona konnte zwar über Giralgeld verfügt werden; Banknoten durften dort aber nicht ausgegeben werden. Für diese Aufgabe wurde die Schleswig-Holsteinische Speciesbank am 29. Februar 1788 gegründet – gleichzeitig mit der Verordnung über das neue Münzwesen. Die Speciesbank war eine staatliche Zettel- bzw. Notenbank. Zu den Aufgaben der Speciesbank gehörte es weiterhin, zugelassene Silber-Zahlungsmittel nach dem Gewicht anzunehmen und vollgewichtiges Silbergeld wieder auszugeben.
Die von der Speciesbank ausgegebenen „Zettel“ hatten folgende Aufschrift, hier für einen 8 Taler-Zettel (siehe Abbildung, vgl. auch:178):
Für diesen Spezies Bank Zettel sind in der Schleswig-Holsteinischen Species Bank in Altona Acht Thaler, geschrieben 8 Thl. Spezies niedergelegt welche bey Vorzeigung an den Einhaber gegen Zurücklieferung des Zettels von besagter Bank in Species bezahlt werden.
In Altona sollte die Bank auch als Girobank arbeiten können; außerorts sollten die Banknoten den Zahlungsverkehr vereinfachen. Die Banknoten waren nicht mit einem Zwangskurs versehen, wurden aber zum Nennwert neben der Speciesbank selbst auch von den staatlich Kassen zur Zahlung von Steuern und Abgaben angenommen. Die Speciesbank konnte Wechsel diskontieren und kurzfristig Geld gegen die Verpfändung von Wertpapieren ausleihen. Für diese Formen der Kreditvergaben waren Höchstsätze festgelegt.
Die Species-, Giro- und Leihbank sollte zunächst unabhängig bestehen bleiben, ging einschließlich ihrer Gebäude jedoch noch 1788 in der Speciesbank auf. Wie für die Vorgängerbank haftete die Stadt Altona für Schäden aus Feuer und Diebstahl.
Um die Unabhängigkeit der Speciesbank zu sichern, hatte der dänische König gänzlich auf das Recht auf Eingriffe in die Bank verzichtet. Die Geschäfte der Bank wurden von der Altonaer Bankdirektion von den Direktoren Johann Heinrich und Georg Friedrich Baur geleitet. Die Aufsicht über die Bank wurde von einer Oberdirection besorgt, in der u. a. der schleswig-holsteinische Münzdirektor und ein Mitglied der deutschen Kanzlei am dänischen Hof vertreten waren.
Durch den ermutigenden Start der Schleswig-Holsteinischen Speciesbank wurde 1790 in Kopenhagen auch für den übrigen, seinerzeit weiterhin aus Dänemark und Norwegen bestehenden dänischen Gesamtstaat eine Speciesbank gegründet, die Dänisch-Norwegische Speciesbank.

## Ende und Abwicklung der Bank
Die Schleswig-Holsteinische Speciesbank bestand bis zur Einrichtung der neuen dänischen Reichsbank (Rigsbank) als alleinige neue Notenbank in Dänemark im Jahre 1813 im Zuge des dänischen Staatsbankrotts (siehe Geschichte der Dänischen Krone). Die herausgegebenen Banknoten in Höhe von weniger als 1 Mio. Speciestalern wurden von der Rigsbank zur Hälfte in Silber ausgezahlt, zur Hälfte durch dänische Staatsanleihen ersetzt.

## Einzelquellen
1. 1 2 3 4 5 6 7  H. von Poschinger (1878) Bankwesen und Bankpolitik in Preußen. Erster Band, Theil 2, Kapitel VI: Die Bankgeschichte der Herzogthümer Schleswig und Holstein. S. 171–193
2. ↑  Paul Arnold, Harald Klüthmann, Dieter Faßbender (2006) Großer Deutscher Münzkatalog von 1800 bis heute. 22., von Dieter Faßbender neu bearbeitete und erweiterte Auflage 2006/2007. Battenberg Verlag, Regenstauf. S. 423–428.
3. ↑  Michael Märcher (2010) Danish banking before and after the Napoleonic Wars: A survey of Danish banking 1736-1875. In Tuukka Talvio & Cecilia von Heijne: Monetary boundaries in transition: A North European economic history and the Finnish War 1808-1809. Stockholm, S. 127–143